# Paola Pérez (natation)
Pour les articles homonymes, voir Paola Pérez.
Paola Valentina Pérez Sierra (née le 5 avril 1991 à San Cristóbal) est une athlète vénézuélienne.

## Palmarès
| Date | Compétition                              | Lieu     | Résultat | Épreuve            | Temps             |
| ---- | ---------------------------------------- | -------- | -------- | ------------------ | ----------------- |
| 2014 | Jeux d'Amérique centrale et des Caraïbes | Veracruz | 2e       | 10 km en eau libre | 1 h 59 min 30 s 2 |
| 2015 | Jeux panaméricains                       | Toronto  | 2e       | 10 km en eau libre | 2 h 03 min 17 s 0 |